# 珀魯 (緬因州)
珀魯（英語：Peru）是一個位於美國緬因州牛津縣的鎮。

## 人口
根據2020年美國人口普查的數據，珀魯的面積為123.28平方千米，當中陸地面積為120.90平方千米，而水域面積為2.38平方千米。當地共有人口1488人，而人口密度為每平方千米12人。